# Rada Rozwoju Handlu Hongkongu

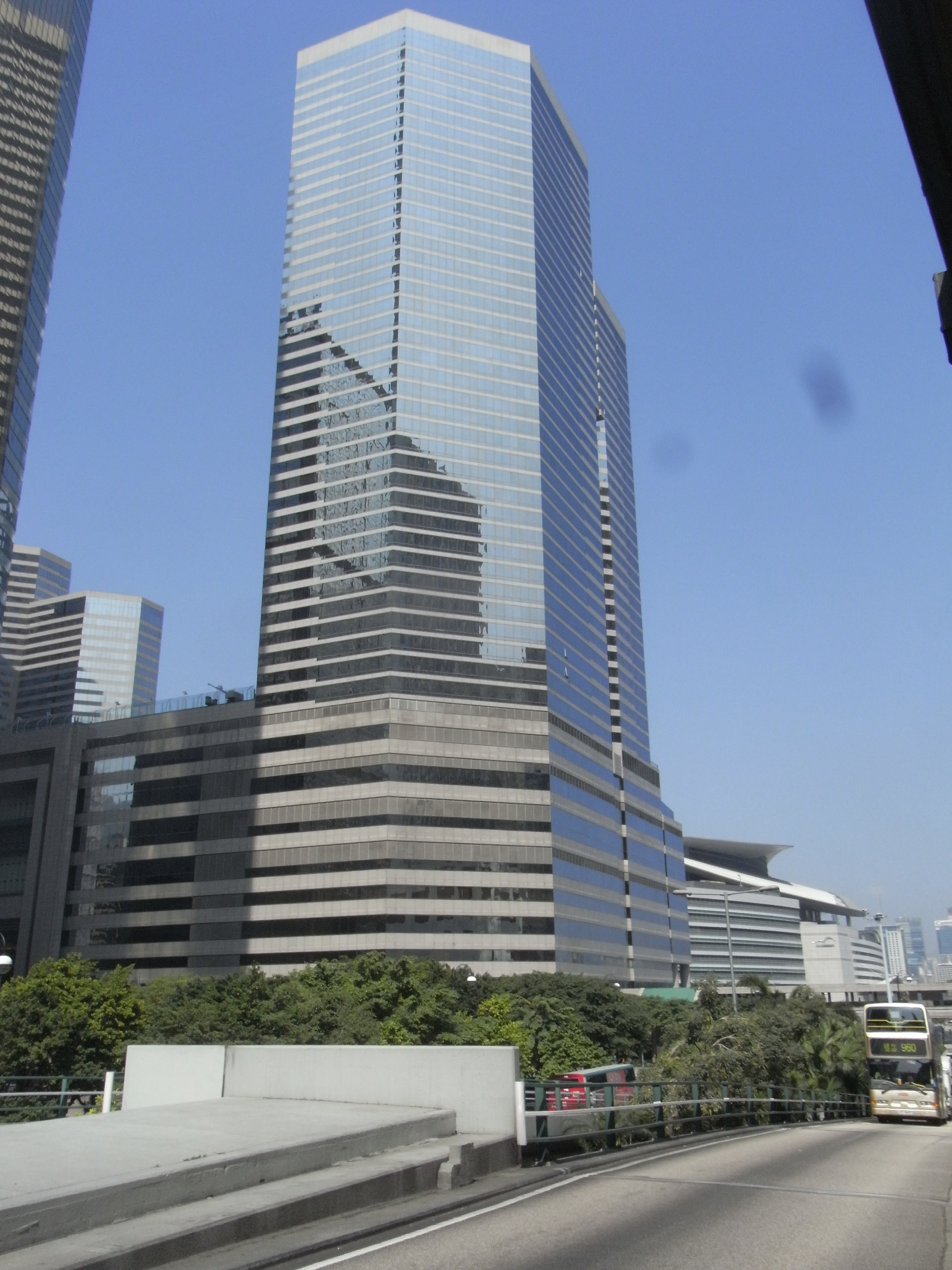
Siedziba HKTDC przy Harbour Rd w Hongkongu

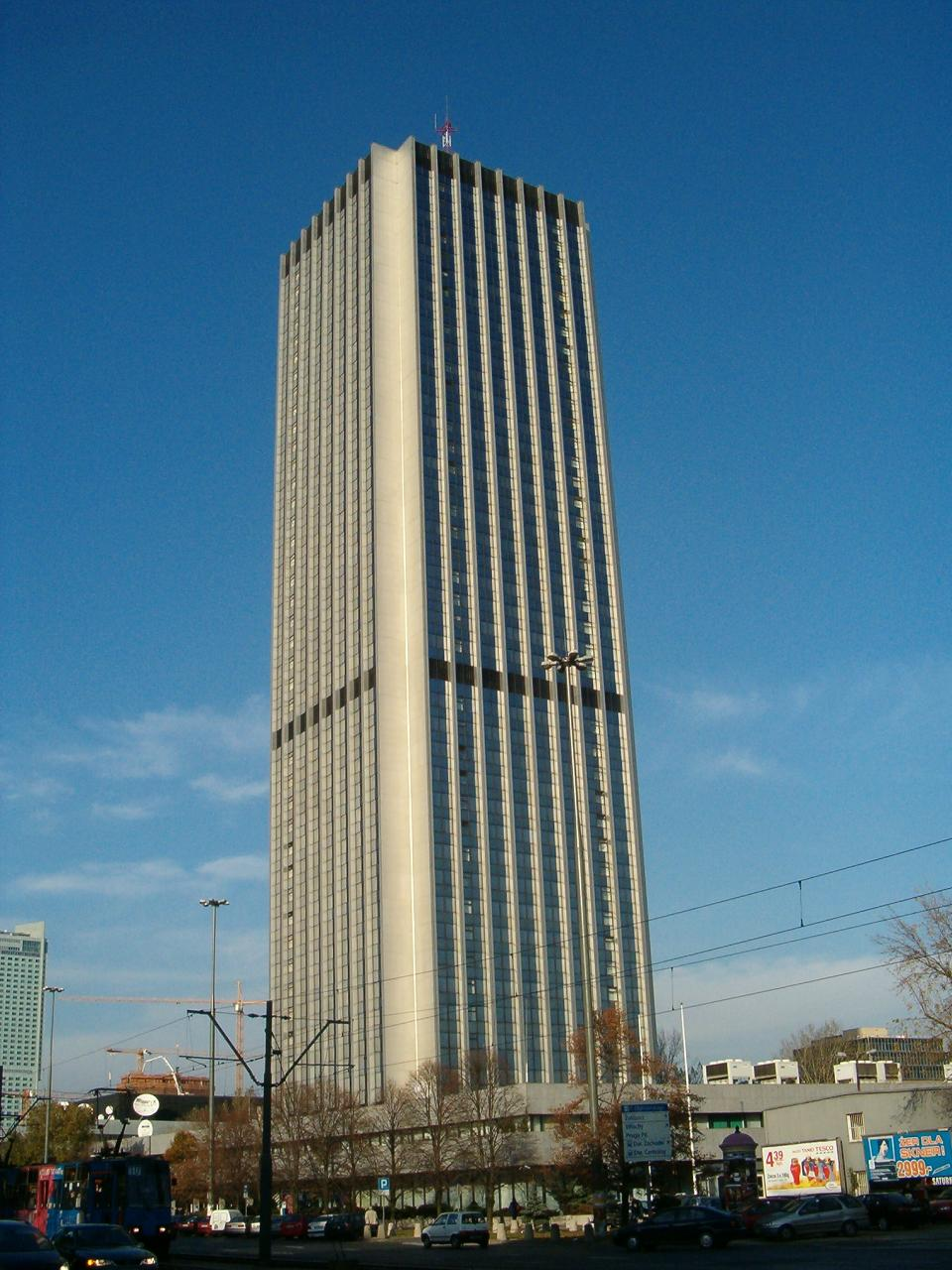
b. siedziba przedstawicielstwa HKTDC w Warszawie przy ul. Chałubińskiego (-2017)

Rada Rozwoju Handlu Hongkongu (Hong Kong Trade Development Council, 香港貿易發展局), w skrócie: HKTDC, jest globalnym narzędziem marketingu producentów i handlowców Hongkongu. Utrzymuje 47 przedstawicielstw zagranicą, w tym 13 w ChRL.
Rada Rozwoju Handlu wspomaga poczynania firm w rozwoju ich międzynarodowych kontaktów handlowych przez działania marketingowe, kojarzenie partnerów, wywiad rynkowy i programy rozwoju małych i średnich przedsiębiorstw.

## Misja
Kreuje i ułatwia możliwości handlu międzynarodowego firmom z Hongkongu, głównie małej i średniej wielkości, oraz promuje pozytywny wizerunek Hongkongu.

## Cele
- Rozwój i dywersyfikacja rynków dla firm z Hongkongu
- Promowanie produktów i usług z Hongkongu na rynkach światowych
- Promowanie czołowej roli Hongkongu jako międzynarodowego centrum usług i informacji
- Wspomaganie pozycji Hongkongu jako czołowego centrum międzynarodowego biznesu w Chinach.
- Wspomaganie pozycji Hongkongu jako partnera i platformy globalnego biznesu oraz rzecznika wolnego handlu

## Rada
Rada Rozwoju Handlu jest zarządzana przez 19 osobową Radę składającą się z liderów biznesu i przedstawicieli instytucji rządowych.
Rada wspomaga 41 stowarzyszeń biznesu Hongkongu w 23 krajach i regionach (Hong Kong Business Associations).
Rada utrzymuje 6 bilateralnych komitetów współpracy z Francją, Japonią, Koreą, Unią Europejską, USA i Wielką Brytanią. Prowadzi dialog z przedstawicielami prowincji i miast ChRL, oraz Tajwanu.

## Schemat organizacyjny obejmuje m.in.
- Centrum Informacji Biznesowej (TDC Business InfoCentre, 贸易发展局商贸资讯中心) wraz z bogatą biblioteką
  - Centrum Chińskich Źródeł Handlowo-Inwestycyjnych (China Trade & Investment Resource Centre)
- Centrum Konferencyjno-Wystawiennicze Hongkongu (Hong Kong Convention & Exhibition Centre, 香港會議展覽中心)

## Siedziba w Warszawie
Wcześniej przedstawicielstwo HKTDC w Warszawie mieściło się przy ul. Flory 9 (2001), ul. Puławskiej 12a (2004-2013), ul. Chałubińskiego 8 (-2017).